# Dicranota (Paradicranota) pallens
Dicranota (Paradicranota) pallens is een tweevleugelige uit de familie Pediciidae. De soort komt voor in het Palearctisch gebied.